# Franz Xavier von Zwack
Franz Xaver von Zwack (1755 ou 1756 † 1843 em Mannheim). Foi Conselheiro e Presidente do Governo de Munique e Speyer.

## Biografia
Ele pertencia desde maio de 1776 aos Illuminati sob o pseudônimo de Cato ou Tamerlane. Ele foi o braço direito de Adam Weishaupt até a chegada de Adolph von Knigge. Foi membro da Loja Teodoro del Buen Consejo.
Em 11 de outubro de 1786, as autoridades bávaras vasculharam a casa de Zwack, encontrando documentos que colocavam os Illuminati em posição desfavorável perante o governo e a igreja: uma defesa de suicídio escrita por Zwack, documentos onde a ordem reivindicava o direito à vida dos iniciados se necessário, uma defesa do ateísmo, a criação de um ramo feminino Illuminati (bastante incomum), a criação de uma máquina destinada a salvar arquivos ou destruí-los, se necessário, receitas de tinta invisível, fórmulas tóxicas e um recibo de aborto para o qual as autoridades fizeram não revelar a identidade da mulher que o realizou. Não se sabe se o recebimento envolveu Zwack, Knigge ou Adam Weishaupt, que é conhecido por ter tido um relacionamento proibido com sua cunhada após a morte de sua primeira esposa.